# Canó Tipus 10 de 120 mm
El Canó Tipus 10 de 120 mm era un canó de doble ús, tant de defensa antiaèria com de defensa costanera durant la Segona Guerra Mundial. El Tipus 10 va ser anomenat per l'any en el que es va dissenyar, el any 10 del regnat de l'Emperador Taishō, l'any 1927 segons el calendari gregorià.
L'arma va ser originalment dissenyada per al seu ús en vaixells i va ser produït en grans quantitats durant 1944. L'arma va ser adaptada per al seu ús terrestre com a arma de doble propòsit (tant antiaeri com de defensa costera). L'arma disparava tant munició d'alt explosiu o munició de fragmentació incendiària que pesaven 20,6 kg cadascun, que amb la bala (la part on estava dipositat el combustible per a impulsar el projectil) completa pesava 32,4 kg.
El canó va ser produït entre 1921 i 1945, els mateixos anys que va estar en servei. El canó pesava 8,5 tones i el seu canó tenia una llargada de 5,4 metres L/45. El calibre del canó era de 120 mm. Es van produir unes 2000 unitats en total d'aquest canó, amb un increment de la seva producció en 1944. Tenia una cadència de tir d'entre 10 i 12 trets per minut. S'utilitzava des d'un pedestal fix que podia rotar 360 graus, amb una inclinació d'entre -5 i +75 graus. Tenia una distància operativa de tir horitzontal de 16.000 metres i verticalment de 8.500 metres, i una distància operativa màxima de 10.000 metres en un tret vertical. Els projectils de 120 mm que disparava tenien una velocitat inicial de sortida de 825 m/s, amb un pes total del projectil de 32,4 kg, dels quals 20,6 kg eren el pes del projectil, d'alt explosiu o de fragmentació incendiaria. El canó podia ser utilitzat com a arma de defensa antiaèria o com a defensa costanera.